# Заккария, Никос
Нико(ла)c Ангелос Захариу (греч. Νίκος Άγγελος Ζαχαρίου; 9 марта 1923, Пирей — 24 июля 2007, Афины), или (на итальянский манер) Никола Дзаккариа (Nicola Zaccaria), часто также Заккария — греческий оперный певец (бас-баритон).

## Биография
Выпускник Национальной консерватории Греции в Афинах.
Дебютировал на оперной сцене в 1949 году. В 1953 году впервые выступил и затем постоянно работал в миланском театре Ла Скала, следующие двадцать лет постоянно исполнял там басовые партии, в 1964 участвовал в первых гастролях труппы в Москве. Вёл большую радио-, теле- и звукозаписывающую деятельность.
В репертуаре певца присутствовали произведения Моцарта, Россини, Пуччини, Пиццетти, две немецкоязычные роли (Дона Фернандо в «Фиделио» и короля в «Тристане и Изольде») и некоторые французские произведения (такие, как «Пеллеас и Мелизанда» и «Миньон»).
Выступал на крупнейших оперных сценах мира: в Парижской Национальной опере, Венской государственной опере (с 1956), Королевской опере Лондона (с 1957), Опере Далласа (США; с 1959). Неоднократно выступал на Зальцбургском (с 1957), Эдинбургском и Экс-ан-Прованском музыкальных фестивалях.
Оставил оперную сцену в 1980-х гг. В то время состоял в гражданском браке со знаменитой американской певицей Мэрилин Хорн. Умер от болезни Альцгеймера.